# 2025年の阪神タイガース
2025年の阪神タイガースでは、2025年シーズンについての阪神タイガースの動向をまとめる。
この年の阪神タイガースは、藤川球児監督の1年目のシーズンである。

## 概要

### 開幕前
2024年は74勝63敗6分で2位だったが、クライマックスシリーズファーストステージで3位の横浜DeNAベイスターズに0勝2敗で敗れた。岡田彰布監督は退任となり、新たに藤川球児新監督が就任した。
この年は球団創設90周年であり、記念ロゴやキャッチコピーが発表され、ユニフォームデザインが変更された。
オフシーズンでは横浜DeNAベイスターズから退団した楠本泰史と契約。また、新外国人としてフィラデルフィア・フィリーズからニック・ネルソン、ミルウォーキー・ブルワーズからジョン・デュプランティエなどを獲得した。
一方、青柳晃洋がポスティング移籍でフィラデルフィア・フィリーズとマイナー契約。また、FA宣言した大山悠輔、原口文仁はともに残留となった。
現役ドラフトでは読売ジャイアンツから畠世周を指名。
オープン戦は3勝5敗4分で10位だった。

## チーム成績

### レギュラーシーズン
|   | 開幕：3/28 | 開幕：3/28 | 5/1 | 5/1        | 6/1 | 6/1          | 7/1 | 7/1        | 8/1 | 8/1        |
| - | ---------- | ---------- | --- | ---------- | --- | ------------ | --- | ---------- | --- | ---------- |
| 1 | 中         | 近本光司   | 中  | 近本光司   | 中  | 近本光司     | 中  | 近本光司   | 中  | 近本光司   |
| 2 | 二         | 中野拓夢   | 二  | 中野拓夢   | 二  | 中野拓夢     | 二  | 中野拓夢   | 二  | 中野拓夢   |
| 3 | 三         | 佐藤輝明   | 右  | 森下翔太   | 左  | 森下翔太     | 右  | 森下翔太   | 右  | 森下翔太   |
| 4 | 右         | 森下翔太   | 三  | 佐藤輝明   | 右  | 佐藤輝明     | 三  | 佐藤輝明   | 三  | 佐藤輝明   |
| 5 | 一         | 大山悠輔   | 一  | 大山悠輔   | 一  | 大山悠輔     | 一  | 大山悠輔   | 一  | 大山悠輔   |
| 6 | 左         | 前川右京   | 左  | 前川右京   | 三  | ヘルナンデス | 左  | 前川右京   | 遊  | 小幡竜平   |
| 7 | 捕         | 坂本誠志郎 | 捕  | 坂本誠志郎 | 捕  | 坂本誠志郎   | 捕  | 梅野隆太郎 | 捕  | 坂本誠志郎 |
| 8 | 遊         | 木浪聖也   | 遊  | 小幡竜平   | 遊  | 木浪聖也     | 遊  | 小幡竜平   | 左  | 熊谷敬宥   |
| 9 | 投         | 村上頌樹   | 投  | 大竹耕太郎 | 投  | 伊原陵人     | 投  | 才木浩人   | 投  | 伊藤将司   |

| 順位 | 4月終了時 | 4月終了時 | 5月終了時 | 5月終了時 | 6月終了時 | 6月終了時 | 7月終了時 | 7月終了時 | 8月終了時 | 8月終了時 | 最終成績 | 最終成績 |
| ---- | --------- | --------- | --------- | --------- | --------- | --------- | --------- | --------- | --------- | --------- | -------- | -------- |
| 1位  | 巨人      | ---       | 阪神      | ---       | 阪神      | ---       | 阪神      | ---       |           |           |          |          |
| 2位  | 阪神      | 0.5       | 巨人      | 2.0       | 広島      | 3.5       | 巨人      | 11.0      |           |           |          |          |
| 3位  | 広島      | 2.0       | DeNA      | 2.5       | 巨人      | 3.5       | DeNA      | 12.5      |           |           |          |          |
| 4位  | 中日      | 2.5       | 広島      | 3.5       | DeNA      | 5.5       | 中日      | 14.0      |           |           |          |          |
| 5位  | DeNA      | 3.5       | 中日      | 6.5       | 中日      | 7.5       | 広島      | 15.5      |           |           |          |          |
| 6位  | ヤクルト  | 3.5       | ヤクルト  | 12.5      | ヤクルト  | 17.0      | ヤクルト  | 20.0      |           |           |          |          |

#### セ・パ交流戦
| 順位 | 球団                         | 勝 | 敗 | 分 | 勝率 | 差   |
| 1位  | 福岡ソフトバンクホークス     | 12 | 5  | 1  | .706 | 優勝 |
| 2位  | 北海道日本ハムファイターズ   | 11 | 7  | 0  | .611 | 1.5  |
| 3位  | オリックス・バファローズ     | 11 | 7  | 0  | .611 | 1.5  |
| 4位  | 埼玉西武ライオンズ           | 10 | 8  | 0  | .556 | 2.5  |
| 5位  | 千葉ロッテマリーンズ         | 10 | 8  | 0  | .556 | 2.5  |
| 6位  | 東北楽天ゴールデンイーグルス | 9  | 8  | 1  | .529 | 3.0  |
| 7位  | 広島東洋カープ               | 9  | 9  | 0  | .500 | 3.5  |
| 8位  | 阪神タイガース               | 8  | 10 | 0  | .444 | 4.5  |
| 9位  | 中日ドラゴンズ               | 8  | 10 | 0  | .444 | 4.5  |
| 10位 | 横浜DeNAベイスターズ         | 7  | 11 | 0  | .389 | 5.5  |
| 11位 | 読売ジャイアンツ             | 6  | 11 | 1  | .353 | 6.0  |
| 12位 | 東京ヤクルトスワローズ       | 5  | 12 | 1  | .294 | 7.0  |

### 達成記録
- 4月5日 - 球団通算8500本塁打、史上9球団目、佐藤輝明の本塁打で達成[10]。

## 入団・退団

### シーズン開幕前
| 支配下選手 | 支配下選手       | 支配下選手           | 支配下選手   | 支配下選手 | 支配下選手 | 支配下選手                            | 支配下選手       |
| 登録       | 登録             | 登録                 | 登録         | 抹消       | 抹消       | 抹消                                  | 抹消             |
| No         | 選手名           | 前所属               | 区分         | No         | 選手名     | 去就                                  | 区分             |
| 投手       | 投手             | 投手                 | 投手         | 投手       | 投手       | 投手                                  | 投手             |
| ---------- | ---------------- | -------------------- | ------------ | ---------- | ---------- | ------------------------------------- | ---------------- |
| 18         | 伊原陵人         | NTT西日本            | ドラフト1位  | 17         | 青柳晃洋   | フィリーズ傘下                        | ポスティング移籍 |
| 20         | デュプランティエ | ブルワーズ傘下       | 新外国人     | 20         | 森木大智   | 育成選手                              |                  |
| 24         | 工藤泰成         | 育成選手             | 支配下登録   | 21         | 秋山拓巳   | 野球振興室 ベースボール・アンバサダー |                  |
| 28         | 今朝丸裕喜       | 報徳学園高           | ドラフト2位  | 28         | 鈴木勇斗   | 育成選手                              |                  |
| 36         | 畠世周           | 読売ジャイアンツ     | 現役ドラフト | 36         | 浜地真澄   | 横浜DeNAベイスターズ                  | 現役ドラフト     |
| 42         | ネルソン         | フィリーズ           | 新外国人     | 54         | 加治屋蓮   | 東北楽天ゴールデンイーグルス          |                  |
| 54         | 木下里都         | KMGホールディングス  | ドラフト3位  | 93         | 岩田将貴   | 横浜DeNAベイスターズ                  |                  |
| 捕手       |                  |                      |              |            |            |                                       |                  |
| 43         | 町田隼乙         | BCL・武蔵            | ドラフト4位  | 95         | 片山雄哉   |                                       |                  |
| 内野手     |                  |                      |              |            |            |                                       |                  |
| 45         | 佐野大陽         | NLB・富山            | ドラフト5位  | 45         | 遠藤成     | オリックス・バファローズ育成          |                  |
| 95         | ヘルナンデス     | スティーラーズ       | 新外国人     |            |            |                                       |                  |
| 外野手     |                  |                      |              |            |            |                                       |                  |
| 55         | 楠本泰史         | 横浜DeNAベイスターズ | 自由契約     | 7          | ノイジー   |                                       |                  |
|            |                  |                      |              | 43         | 髙濱祐仁   | アカデミーコーチ                      |                  |
|            |                  |                      |              | 55         | ミエセス   |                                       |                  |

| 育成選手 | 育成選手     | 育成選手                     | 育成選手        | 育成選手 | 育成選手 | 育成選手   | 育成選手           |
| 登録     | 登録         | 登録                         | 登録            | 抹消     | 抹消     | 抹消       | 抹消               |
| No       | 選手名       | 前所属                       | 区分            | No       | 選手名   | 去就       | 区分               |
| 投手     | 投手         | 投手                         | 投手            | 投手     | 投手     | 投手       | 投手               |
| -------- | ------------ | ---------------------------- | --------------- | -------- | -------- | ---------- | ------------------ |
| 120      | 森木大智     | 支配下選手                   | 再契約          | 122      | 小川一平 | 育成選手   | 規定による自由契約 |
| 121      | 鈴木勇斗     | 支配下選手                   | 再契約          | 125      | 伊藤稜   | 育成選手   | 規定による自由契約 |
| 122      | 小川一平     | 育成選手                     | 再契約          | 127      | 工藤泰成 | 支配下選手 | 支配下登録         |
| 125      | 伊藤稜       | 育成選手                     | 再契約          |          |          |            |                    |
| 127      | 工藤泰成     | IL・徳島                     | 育成ドラフト1位 |          |          |            |                    |
| 129      | 早川太貴     | くふうハヤテベンチャーズ静岡 | 育成ドラフト3位 |          |          |            |                    |
| 捕手     |              |                              |                 |          |          |            |                    |
| 128      | 嶋村麟士朗   | IL・高知                     | 育成ドラフト2位 |          |          |            |                    |
| 内野手   |              |                              |                 |          |          |            |                    |
| 130      | 川﨑俊哲     | NLB・石川                    | 育成ドラフト4位 |          |          |            |                    |
| 133      | アルナエス   | ブルージェイズ傘下           | 新外国人        |          |          |            |                    |
| 外野手   |              |                              |                 |          |          |            |                    |
| 134      | コンスエグラ | メッツ傘下                   | 新外国人        |          |          |            |                    |

### シーズン開幕後
| 支配下選手 | 支配下選手 | 支配下選手   | 支配下選手 | 支配下選手 | 支配下選手 | 支配下選手 | 支配下選手 | 支配下選手 | 支配下選手 | 支配下選手 |
| 登録       | 登録       | 登録         | 登録       | 登録       | 登録       | 抹消       | 抹消       | 抹消       | 抹消       | 抹消       |
| 月         | No         | 選手名       | 守備       | 前所属     | 区分       | 区分       | No         | 選手名     | 守備       | 去就       |
| ---------- | ---------- | ------------ | ---------- | ---------- | ---------- | ---------- | ---------- | ---------- | ---------- | ---------- |
| 7月        | 82         | ハートウィグ | 投手       | メッツ傘下 | 新外国人   |            |            |            |            |            |
| 7月        | 85         | ドリス       | 投手       | IL・高知   | NPB復帰    |            |            |            |            |            |

| 育成選手→支配下選手 | 育成選手→支配下選手 | 育成選手→支配下選手 | 育成選手→支配下選手 |
| 月                  | No                  | 選手名              | 守備                |
| ------------------- | ------------------- | ------------------- | ------------------- |
| 7月                 | 129→31              | 早川太貴            | 投手                |

## 選手・スタッフ
- 背番号変更

森木大智 20→120
鈴木勇斗 28→121
工藤泰成 127→24
早川太貴 129→31（7月支配下登録）

## マイナビオールスターゲーム2025選出選手
| コーチ     | 藤川球児              | 藤川球児              | 藤川球児            | 藤川球児            | 藤川球児            | 藤川球児            |
| ファン投票 | 村上頌樹 （先発投手） | 村上頌樹 （先発投手） | 大山悠輔 （一塁手） | 大山悠輔 （一塁手） | 佐藤輝明 （三塁手） | 佐藤輝明 （三塁手） |
| ファン投票 | 森下翔太 （外野手）   | 森下翔太 （外野手）   | 森下翔太 （外野手） | 近本光司 （外野手） | 近本光司 （外野手） | 近本光司 （外野手） |
| 選手間投票 | 佐藤輝明 （三塁手）   | 佐藤輝明 （三塁手）   | 森下翔太 （外野手） | 森下翔太 （外野手） | 近本光司 （外野手） | 近本光司 （外野手） |
| 監督推薦   | 及川雅貴              | 及川雅貴              | 石井大智            | 石井大智            | 坂本誠志郎          | 坂本誠志郎          |
| プラスワン | 中野拓夢              | 中野拓夢              | 中野拓夢            | 中野拓夢            | 中野拓夢            | 中野拓夢            |

## 代表選出選手

### ラグザス 侍ジャパンシリーズ2025
日本代表
- 石井大智
- 大山悠輔
- 佐藤輝明

## 個人成績

### 表彰
- 村上頌樹
  - 月間MVP（5月）
- J.デュプランティエ
  - 月間MVP（6月）
- 森下翔太
  - 月間JERAセ・リーグAWARD（5月）

### 達成記録
- 4月2日 - 岩崎優が通算150ホールド達成、史上14人目[18]。
- 4月26日 - 大山悠輔が通算1000試合出場達成、史上537人目[19]。
- 5月17日 - 岩崎優が通算100セーブ達成、史上37人目。100セーブ100ホールド達成は史上8人目[20]。
- 6月5日 - 佐藤輝明が通算100本塁打達成、史上310人目[21]。
- 6月7日 - 近本光司が通算1000本安打達成、通算323人目[22]。
- 6月21日 - 大竹耕太郎が全球団勝利、史上21人目。育成選手出身での達成は史上初[23]。
- 7月21日 -  大山悠輔が通算1000本安打達成、史上324人目[24]。

### 記録
- 5月10日 - 村上頌樹が98球完封勝利、自身初のマダックスを達成[25]。
- 8月17日 - 石井大智が40試合連続無失点で、日本記録を更新[26]。

## 試合結果
| 凡例     | 凡例     | 凡例     | 凡例 |
| 勝利試合 | 敗北試合 | 引き分け | 中止 |
| -------- | -------- | -------- | ---- |

## その他の出来事
- 1月16日 - 現役時代に通算349本塁打を放ち、2016年から2年間二軍監督を務めたOBの掛布雅之が、エキスパート部門で野球殿堂入りを果たした[27]。
- 2月3日 - 現役時代の背番号「23」は永久欠番にもなり、日本一を達成した1985年を含む計8年間監督を務めた吉田義男が兵庫県西宮市の病院で死去[28]。享年91。
- 3月1日 - 兵庫県尼崎市に建設中であったゼロカーボンベースボールパークが完成、球場開きを行った。同日は当年より二軍の新本拠地となった日鉄鋼板SGLスタジアム尼崎にて春季教育リーグの対広島戦が行われた[29]。
- 3月9日 - オープン戦・対巨人戦（甲子園）で4万1839人の観客を集め、甲子園球場でのオープン戦としては実数発表となった2005年以降で最多の観客動員となった（これまでの阪神主催のオープン戦での最多観客動員記録は、2024年3月10日の甲子園球場での対巨人戦で4万1129人[30]）。また、当日はコロナ禍で禁止していたジェット風船が試験的に解禁され（2019年のシーズン以来6年ぶり）、観客は入場時に配られたジェット風船とハンドポンプを使って7回裏開始前に一斉にジェット風船を飛ばした[31]。
- 3月15日 - MLB東京シリーズ2025のプレシーズンゲームとしてシカゴ・カブスと対戦し、3-0で勝利[32]。
- 3月16日 - 同プレシーズンゲームでロサンゼルス・ドジャースと対戦し、3-0で勝利[33]。
- 7月2日 - 対巨人14回戦（甲子園）、1 - 0で勝利。この試合、8回までは大竹、9回は岩崎が登板したが、いずれも三振0であった。奪三振0での完封勝利は、球団では1977年7月12日の対大洋14回戦（甲子園）以来48年ぶり[34]。また、この日の完封勝利で今シーズンはチーム18度目の完封勝利、さらに防御率が1.98となり、開幕から75試合以上を消化してのチーム防御率1点台は1962年の阪神以来で、プロ野球63年ぶりとなった[35]。ちなみに、この試合では8回裏の本塁クロスプレーで当初アウトの判定がリプレー検証でセーフに覆ったことに対し、巨人の阿部監督が抗議を唱えたとして、巨人の監督としては1974年7月9日の大洋11回戦（川崎）での川上哲治監督以来、51年ぶりとなる退場処分を受けた[36]。
- 7月8日 - 対広島13回戦（マツダ）、6 - 1で勝利し、2006年以来となる対広島戦6連勝を達成[37]。また、この日の勝利で2023年9月（11連勝）以来となる9連勝を達成、かつ1963年以来球団62年ぶりとなる9試合連続2失点以下の記録を達成。なお、NPB記録は1956年6月から7月にかけての阪神（当時は「大阪タイガース」）による13試合[38][39]。
- 7月9日 - 対広島14回戦（マツダ）で3 - 1で勝利し、1998年以来となる対広島戦7連勝[40]。10試合連続で2失点以下勝利はNPB史上4度目、球団初の快挙[40][39]。加えて、阪神の新人監督で10連勝達成は、1982年の安藤統男（11連勝）以来43年ぶり4人目[39]。
- 7月10日 - 対広島15回戦（マツダ）で6 - 3で勝利。連続2失点以下勝利は10試合で途絶えたが、2023年9月以来となる球団9度目の11連勝を達成[41]。新人監督の11連勝は2021年のオリックス・バファローズ中嶋聡以来4年ぶり、セ・リーグでは1982年の安藤統男（阪神）以来43年ぶり、阪神での新人監督の11連勝は1946年の藤村富美男（14連勝）、1982年の安藤統男（11連勝）に次いで3人目[41]。また、1981年5月〜8月（引き分け2試合を挟む12連勝）以来44年ぶりとなる対広島戦8連勝、そして1976年8月〜10月以来49年ぶりとなる同一シーズンで引き分けを挟まず対広島戦8連勝を達成[42]。
- 7月20日 - 対巨人17回戦（東京ドーム）で2 - 1で勝利。今季はこれで対巨人戦13勝4敗とし、球団史上初となるオールスター前での対巨人戦勝ち越しを決め[43]、敵地10連勝をも決めた。敵地二桁連勝は2007年7月8日の対中日9回戦（ナゴヤドーム）から8月5日の対広島14回戦（広島市民）まで10連勝して以来18年ぶり。
- 7月30日  - 対広島17回戦（阪神甲子園球場）で7月6度目、今シーズン23度目の完封勝利。対広島東洋カープ戦で引き分けを挟まず10連勝は球団史上初[44]。また当日は2位以下で唯一自力Vが残っていた中日が巨人に敗れたことで、優勝マジック39が点灯（マジック対象チームは巨人）、最短優勝日は8月27日となる[45]。なお、2リーグ制後、7月中の優勝マジック点灯は2024年7月30日のソフトバンク以来11度目で、うち阪神はソフトバンクと並んで最多の3度目（以前は2003年、2008年）。藤川監督は1年目であり、新人監督の優勝マジック点灯日としては2024年の小久保監督（ソフトバンク）と並び、2リーグ制後最速[45]。